# Paracobitis vignai
Paracobitis vignai är en fiskart som beskrevs av Teodor T. Nalbant och Bianco, 1998. Paracobitis vignai ingår i släktet Paracobitis och familjen grönlingsfiskar. Inga underarter finns listade i Catalogue of Life.